# Sphaerodactylus parthenopion
Vous lisez un « article de qualité » labellisé en 2011.
Espèce
Sphaerodactylus parthenopion est une espèce de gecko connue pour être l'un des plus petits vertébrés terrestres. On le rencontre exclusivement sur trois îles des îles Vierges britanniques : Virgin Gorda, Tortola, et Mosquito Island. Il a été découvert en 1964 et semble être fortement apparenté à Sphaerodactylus nicholsi, une espèce du genre Sphaerodactylus de l’île voisine de Porto Rico. Il partage son aire de répartition avec Sphaerodactylus macrolepis, que l’on trouve dans les litières de feuilles. Sphaerodactylus parthenopion vit lui sur les coteaux secs, où il recherche cependant des microhabitats humides, notamment sous les rochers. Il est en effet mal adapté pour supporter de fortes déshydratations du fait de sa petite taille.
Sphaerodactylus parthenopion a une couleur marron sur sa partie supérieure, moucheté souvent de quelques écailles plus foncées. En moyenne, il mesure 18 mm du museau au cloaque, et pèse 0,15 gramme. Plusieurs rayures plus claires sont visibles sous les yeux et en haut de la nuque et permettent de le distinguer plus facilement. Il n'y a aucune différence de coloration entre les deux sexes, mais les femelles sont légèrement plus grandes. La queue peut se régénérer si elle est coupée. On sait très peu de choses sur sa biologie et l'importance de sa population.

## Description

### Aspect général
Sphaerodactylus parthenopion est l’un des plus petits amniotes connus, parmi les 23 000 espèces de reptiles, oiseaux et mammifères actuellement recensés, avec une taille moyenne de 18 mm de la bouche au cloaque, et un poids maximum de 0,15 g, qui parfois n’est que de 0,043 g, avec une moyenne de 0,117 g. Le seul amniote connu à être légèrement plus petit est un autre gecko du genre Sphaerodactylus, S. ariasae, qui mesure 16 mm et pèse au maximum 0,14 g. Ce dernier, découvert plus récemment, a donc détrôné Sphaerodactylus parthenopion comme plus petit amniote au monde.

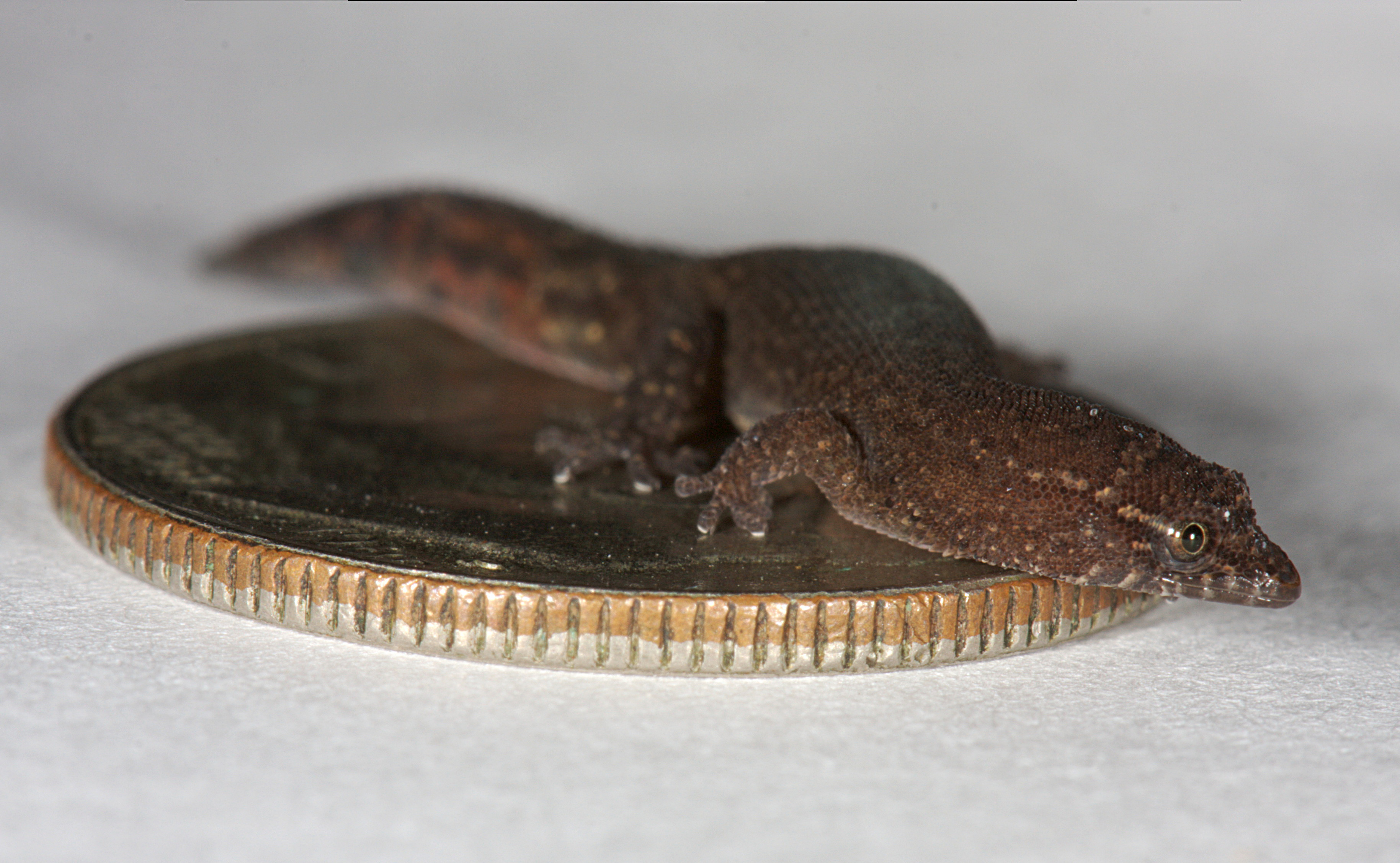
Sphaerodactylus parthenopion est presque aussi petit qu’une pièce de 10 cents américaine.

Généralement, les animaux ont une coloration marron sombre sur le dos et les pattes, avec souvent quelques écailles plus sombres entre les écailles marron qui forment un motif particulier. On observe une bande d’écailles colorées devant les yeux de l’animal, à la base de sa bouche, qui est tout de même difficile à distinguer chez certains individus,,. De chaque côté de sa tête en dessous des yeux une fine bande d’écailles jaune-marron avec une arête sombre traverse les tempes pour s’étendre jusqu’à la base de la tête. Dans la région occipitale, sur le sommet de la tête, derrière les yeux, une bande jaune-marron aux bords sombres forme presque un ovale s’étendant d’une extrémité de la tête à l’autre, en se reliant parfois à la bande située derrière les yeux. Les écailles marron foncé du dos traversent le dos jusqu’au ventre avant de disparaître, bien que quelques écailles gardent des bords sombres. Le ventre est gris clair ou crème. La queue est marron jaunâtre avec de petites bandes d’écailles plus sombres. La gorge présente elle un motif formé par de larges lignes latérales d’écailles plus claires,,.
Il n’y a pas de dimorphisme sexuel chez cette espèce, mâles et femelles ont une coloration similaire,, mais les femelles peuvent être légèrement plus grandes que les mâles, puisqu’elles atteignent une longueur de 18 mm en moyenne, contre 16 mm pour les mâles. La bouche est émoussée et d’une longueur modérée,. La queue peut se régénérer si elle est coupée.

### Écailles

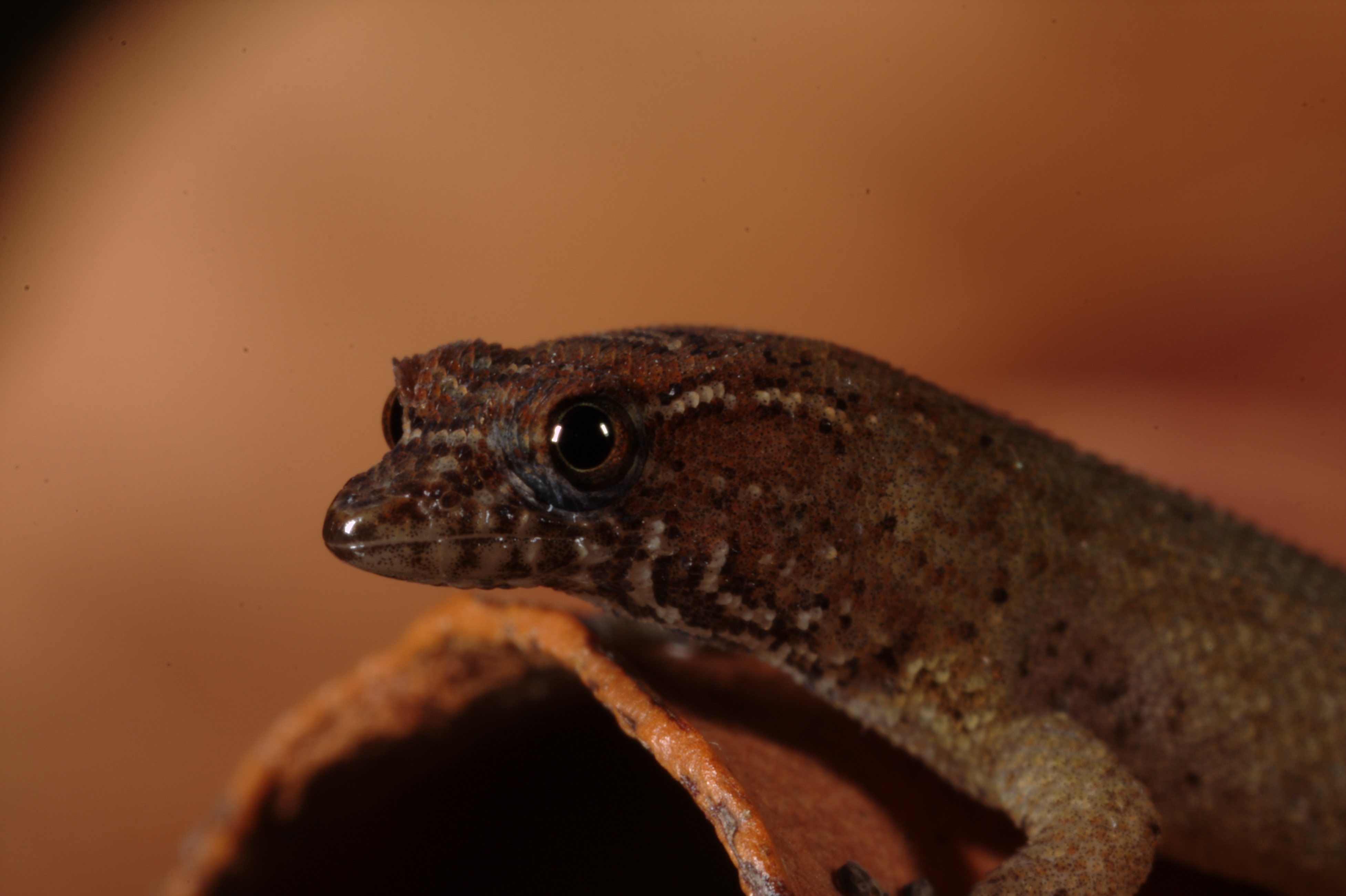
Une bande jaune-marron s’étend derrière les yeux et à travers la tempe avant de s’effacer à la base de la tête.

Les écailles dorsales sont généralement petites, aiguës, carénées, imbriquées et aplaties, tandis que les écailles de la gorge et du ventre sont carénées,,. Des écailles granuleuses sont visibles sur le sommet de la tête et la partie antérieure de la nuque, tandis que les écailles du milieu de la nuque sont carénées et imbriquées,. Au milieu du dos, les écailles deviennent plus petites, et aucune d’entre elles n’est granuleuse,,. Sur la partie dorsale de la queue, les écailles sont aiguës, carénées, imbriquées et aplaties. Sous la queue elles sont lisses, arrondies et aplaties, et vont en s’élargissant en direction de l’extrémité de la queue vers le milieu du ventre. Les écailles du ventre sont arrondies, lisses et imbriquées ,,.
On compte en moyenne 32 rangées d’écailles dorsales, des aisselles à l’aine, ce nombre variant généralement entre 30 et 35,,. Au niveau du ventre, on compte entre les aisselles et l’aine en moyenne 28 écailles, ce nombre variant entre 26 et 29,. Les écailles situées au milieu du flanc sont au nombre de 52 en moyenne, fluctuant entre 50 et 55,,. Il y a deux écailles post-nasales et une à trois écailles internasales. Il y a deux ou trois écailles entre la lèvre supérieure et l’œil,,. Sur le quatrième orteil du pied droit on trouve huit ou neuf (généralement huit) lamellae, qui aident les geckos à se tracter,. Les écailles de la région génitale sont petites et ne s’étendent que très légèrement sur les cuisses. Elles sont au nombre de trois à cinq dans le sens de la longueur pour onze à treize écailles en largeur,,.

### Comparaison avec les espèces apparentées

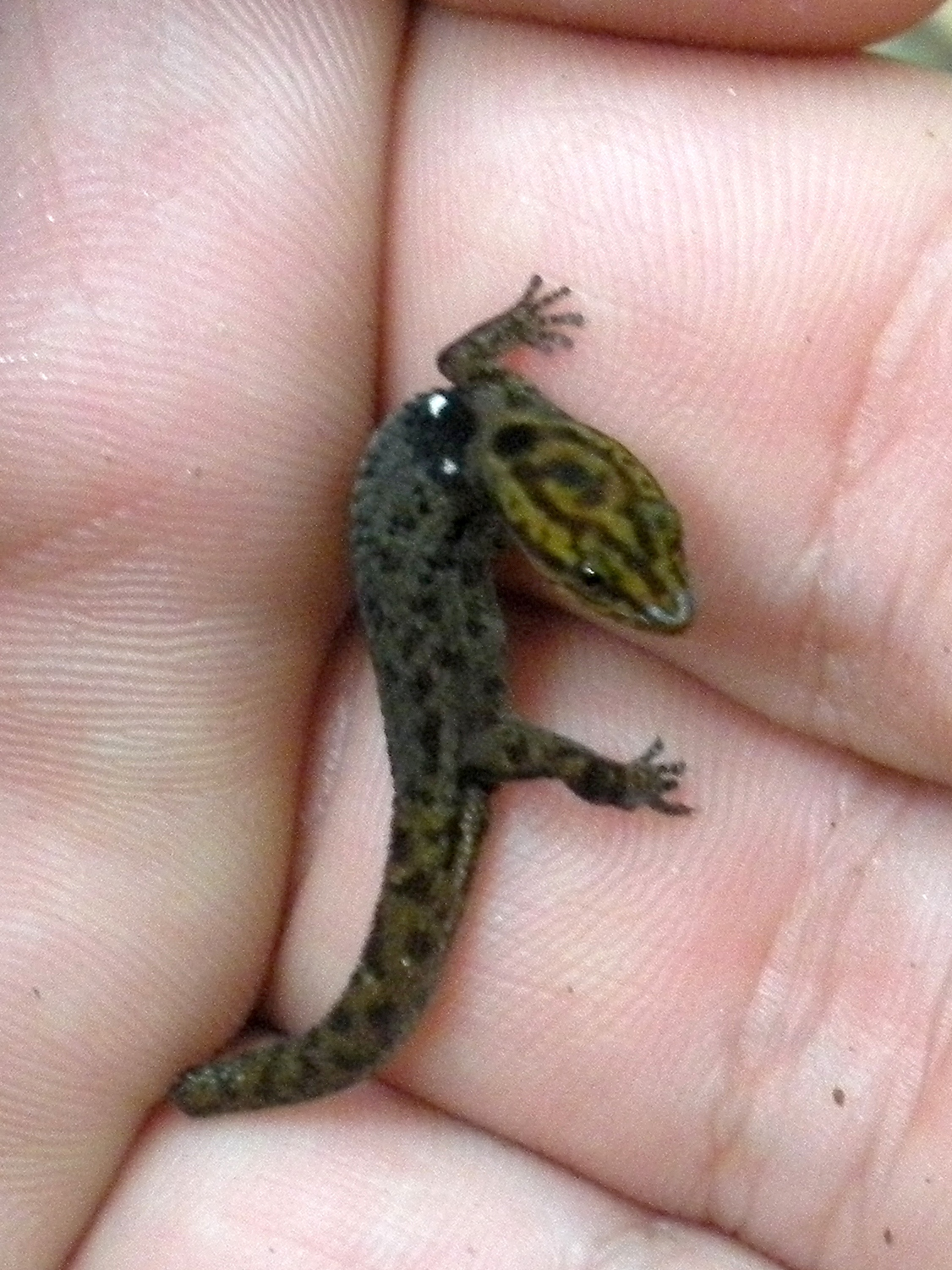
S. macrolepis dans la main d'un homme.

Sphaerodactylus nicholsi de Porto Rico est à la fois plus volumineux et plus grand que S. parthenopion, puisqu’il mesure 20 à 22 mm du museau au cloaque. Il s’en différencie également par ses écailles dorsales, qui sont nettement moins nombreuses : 19 à 24 écailles contre entre 30 et 35 pour S. parthenopion. Par ailleurs, S. nicholsi a seulement 34 à 42 écailles au milieu du corps contre 50 à 55 chez S. parthenopion, et ses écailles ventrales sont au nombre de 21 à 26, moins que les 26 à 29 de S. parthenopion. S. nicholsi a généralement une seule écaille internasale quand S. parthenopion en compte généralement deux. Les écailles de la région génitale sont généralement plus grandes chez le mâle S. nicholsi. En termes de coloration, les deux espèces sont très proches, mais S. nicholsi arbore un motif en forme de croissant sur la tête qui touche la rayure située derrière les yeux, alors que le motif est un ovale chez S. parthenopion. De plus, la rayure située derrière ses yeux se poursuit tout le long de son corps et de sa queue au lieu de s’arrêter à la nuque. Les rayures dorsales de S. nicholsi convergent pour former un motif sombre en forme de U ou de Y dans la région du sacrum. La majorité des S. nicholsi ont un motif particulier sur la région scapulaire, caractérisée par deux petits points clairs entourés de régions sombres.
Sphaerodactylus macrolepis est nettement plus grand que S. parthenopion, mesurant 25 à 30 mm du museau au cloaque. Il a aussi de plus grosses écailles. Selon Richard Thomas, « S. macrolepis a un motif de rayures sombres latérales et de points noirs sur le dos sur un corps marron clair, avec un rond noir et épais sur les épaules (chez la femelle), ou un corps presque uniformément jaune-marron, sans motif sur les épaules, et avec un motif sur la tête formé de lignes irrégulières en vague sur fond gris, jaune ou orange (chez le mâle) ».

## Écologie et comportement
Comme les autres Shaerodactylus, on connaît très peu de choses sur le comportement de Sphaerodactylus parthenopion,,. Du fait de l’importance de la surface de son corps par rapport à son poids, on s’est intéressé à la façon dont il pouvait éviter la déshydratation dans des habitats semi-arides,. À la différence des lézards du désert, Sphaerodactylus parthenopion n’est pas réellement adapté pour s'en prémunir et il se déshydrate à la même vitesse qu’un lézard d’une région tempérée,, soit 70 % plus rapidement que Sphaerodactylus macrolepsis. Il survit en s’abritant dans des recoins humides de son environnement sec, en ajustant son cycle sexuel de façon que les œufs éclosent à la période de l’année durant laquelle les précipitations sont les plus fréquentes, et en réduisant son activité durant la période de l’année la plus sèche.
C'est un reptile insectivore qui se nourrit de très petites proies, de par sa très petite taille, comme de petites mouches ou des pucerons.

## Distribution et habitat

Répartition de l'espèce.

On a longtemps pensé qu’il était seulement présent sur l’île de Virgin Gorda, mais il a depuis été signalé sur Tortola, et sur Mosquito Island,. On considère parfois que son aire de répartition pourrait comprendre l’ensemble des îles Vierges britanniques, bien que l’expédition menée à l’origine par Richard Thomas n’ait reportée aucun spécimen sur Tortola, Anegada, ou de plus petites îles, ni sur les îles Vierges des États-Unis ou Sainte-Croix, Saint Thomas et Saint John. Sa répartition semble étrange pour certains spécialistes car bien qu’il soit séparé géographiquement de l’espèce qui lui est la plus proche, S. nicholsi à Porto Rico, une autre espèce, Peltophryne lemur, a une répartition géographique qui comprend les deux îles sans qu’il n’y ait de divergence au sein de l’espèce.
Sphaerodactylus parthenopion semble préférer les déserts et broussailles xérophytes — souvent parsemées également de cactus et de buissons épineux — sur les pans de collines rocheux. Il a été observé au niveau de la mer, mais on ne le retrouve tout de même pas sur la plage parmi les algues échouées ou dans des débris de palmiers comme c’est le cas pour Sphaerodactylus macrolepis, plus courant et qui partage la même aire de répartition géographique,. À la différence de S. macrolepis, on le trouve rarement se réchauffant dans les litières de feuilles, mais il aime se cacher sous des rochers, à l'abri du sec,,.

## Taxinomie
Sphaerodactylus parthenopion a été découvert durant l’été 1964 par le biologiste Richard Thomas au cours d’une collecte d’animaux sur les pans boisés de l’île de Virgin Gorda dans les îles Vierges britanniques. L’holotype de Sphaerodactylus parthenopion, MCZ 77211, était une femelle adulte capturée le 12 août 1964 sur une colline surplombant Pond Bay. Au total, huit paratypes ont été capturés sur Virgin Gorda et utilisés pour décrire cette nouvelle espèce.
Classé dans le genre Sphaerodactylus, un genre de geckos nains, S. parthenopion ne se caractérise pas seulement par sa toute petite taille mais aussi par une coloration spécifique des écailles de sa tête, par des écailles petites et carénées (avec une arête centrale) et imbriquées sur le haut de son dos, par une coloration uniformément sombre de sa partie supérieure, par l’absence d’écailles granuleuses au milieu de son dos et par l’absence de motifs de coloration au niveau de la région scapulaire et du pelvis.
Malgré des différences qui peuvent sembler flagrantes, S. parthenopion est vraisemblablement fortement apparenté à S. nicholsi. Comme S. parthenopion aux îles Vierges, S. nicholsi est le plus petit Sphaerodactylus endémique de Porto Rico. Une autre espèce proche, S. townsendi, occupe une zone géographique intermédiaire entre les deux espèces précédemment citées, suggérant qu’elle a évolué après que S. parthenopion et S. nicholsi aient divergé.
Cette espèce n'a aucune sous-espèce et aucun synonyme.

## Menaces et protection
Il y a trop peu de données pour que l’on puisse se rendre compte de la taille de la population de Sphaerodactylus parthenopion et de sa dynamique. Il a été reporté comme modérément commun, même s’il est difficile à trouver du fait de sa petite taille et de sa capacité à se cacher dans son environnement. Sa répartition à travers les Îles Vierges britanniques semble limitée et l'urbanisation croissante pourrait ne pas arranger les choses.
Début 2011, Sphaerodactylus parthenopion se retrouve au cœur d’une polémique à la suite de l’annonce de Sir Richard Branson d’introduire des lémuriens, primates de Madagascar menacés d’extinction, à Mosquito Island dans un but de préservation de ces espèces. De nombreux zoologistes s’interrogent sur les conséquences d’une telle introduction sur la faune endémique comme Sphaerodactylus parthenopion. Richard Branson décide finalement de conserver les lémuriens enfermés tant qu’il n’est pas prouvé qu’ils ne menacent pas la faune locale.

## Sphaerodactylus parthenopionet l'Homme
L'élevage en captivité semble quasiment inexistant. Les quelques informations disponibles indiquent qu'il est extrêmement difficile à maintenir en captivité, et donc plus que déconseillé.
Ce gecko a été représenté sur un timbre des Îles Vierges britanniques en 1999 (35 c.)

### Publication originale
- (en) R. Thomas, « A new gecko from the Virgin Islands », Quarterly Journal of the Florida Academy of Sciences, vol. 28, no 1,‎ 1965, p. 117–122 (lire en ligne)